# Sandra Bracho
Sandra Bracho (Maracaibo, Venezuela, 13 de diciembre de 1948), también conocida como Lucía Bracho, es una reportera gráfica venezolana que en 1981 obtuvo el Premio Nacional de Periodismo Científico por, entre otras imágenes, fotografías de una operación a corazón abierto. Esta fue la primera vez que el Círculo de Periodismo Científico de Venezuela  reconoció con este galardón a un fotógrafo.
Durante sus años como reportera gráfica reconoce haber aprendido que la fotografía trasciende la noticia y que, al mezclar la denuncia con las emociones, se logra una propuesta estética válida, capaz de informar tanto como la palabra escrita, y que al estar compuesta de gestos no puede mentir.

## Biografía
Hija de José Bracho y Elvira Elena Urdaneta. Cursa estudios primarios y secundarios en su ciudad natal. Entre 1973 y 1974 coordina el departamento de radio de la Dirección de Cultura de la Universidad de Los Andes, y en 1976 egresa de La Universidad del Zulia como comunicadora social, mención audiovisual.
Al egresar trabaja como reportera gráfica en El Nacional de Occidente (Maracaibo), un proyecto de Miguel Otero Silva que dura poco tiempo. Para el momento es la primera mujer en optar por el reporterismo gráfico como oficio, una profesión predominantemente masculina. Trabaja en este diario entre 1978 y 1979; cuando el periódico cierra, Otero Silva la invita a unirse al grupo de reporteros gráficos de El Nacional en Caracas. Bracho acepta y se traslada a la capital en 1979.

## Obra
Su formación como reportera gráfica se da básicamente en el trabajo cotidiano de este diario. Reconoce a José Sardá (jefe del departamento de fotografía de El Nacional en 1981) como uno de sus más importantes maestros. 
Consciente de las carencias de la enseñanza del reporterismo gráfico en las escuelas de comunicación social, comienza una ardua labor escribiendo ponencias y participando en talleres. Participa en el Encuentro por la Fotografía Henrique Avril en Valencia, Edo. Carabobo, en 1986 y, en el mismo año, como organizadora de los Primeros Talleres para la Fotografía: Homenaje a Pedro Villasmil en Maracaibo.
En 1988 es reconocida con el Premio Nacional de Periodismo Gráfico. En 1989 participa en el II Simposio Nacional de la Fotografía en San Cristóbal. El mismo año viaja a Colombia y realiza una pasantía en el diario El Tiempo de Bogotá. Ese año realiza la coordinación de fotografía del libro El día que bajaron los cerros, editado por El Nacional y el Ateneo de Caracas.
Trabaja en El Nacional hasta 1991, cuando renuncia para ejercer libremente la profesión. Ese año viaja a México y realiza una pasantía en el diario La Jornada. En 1992,  participa en un simposio sobre fotografía y comunicación en la UNAM.
Entre 1992 y 1996 se dedica a la fotografía institucional. Este último año ingresa a la Dirección de Prensa de la Presidencia de la República como coordinadora del departamento de fotografía. 

## Premios
- 1979: Primer Premio de Fotografía, Concejo Municipal, Maracaibo
- 1979:  Primer premio, Asamblea Legislativa del Estado Estado Zulia Arístides Ibarra Casanova, Maracaibo
- 1979:Primer premio, concurso “Se busca un libro para niños”, Concejo Municipal, Maracaibo
- 1981:  Premio de periodismo científico, mención fotografía, Círculo de Periodismo Científico de Venezuela, Caracas
- 1984:  Primer premio de fotografía, Concejo Municipal del Distrito Federal, Caracas
- 1988:  Premio Nacional de Periodismo Gráfico, Caracas
- 1988: Premio Francisco Edmundo “Gordo” Pérez, El Nacional, Caracas
- 1993: Premio Municipal de Periodismo Científico Doctor Manuel Pérez Guerrero, Alcaldía de Caracas

## Colecciones
- Biblioteca Nacional
- El Nacional, Caracas